# Колоректальная хирургия
Колоректальная хирургия — раздел хирургии, связанный с нарушениями прямой кишки, ануса и ободочной кишки. Данная область также известна как проктология, но последний термин в настоящее время применяется в медицине редко, и чаще всего используется для определения терапевтических вмешательств в зону ануса и прямой кишки.

## Область специализации
Колоректальная хирургия рассматривает методы оперативного лечения следующих заболеваний:
- варикозы, отеки и воспаления в венах прямой кишки и заднего прохода (геморрой);
- неестественные трещины или разрывы в заднем проходе (анальные трещины);
- аномальные соединения или патологические каналы между полостями организма (свищи: внешний свищ начинается от внутренней полости и выходит наружу в просвет анального канала или на поверхность промежности, внутренний — соединяет полые органы внутри организма);
- состояния с тяжелыми запорами;
- недержание кала;
- выпячивание стенки прямой кишки через задний проход (ректальный пролапс);
- врожденные дефекты, такие как атрезия заднего прохода;
- лечение тяжелых ободочных расстройств, таких как болезнь Крона;
- рак толстой кишки и рак прямой кишки (колоректальный рак);
- репозиция ректальной области в случае выпадения;
- рак анального канала;
- любые травмы заднего прохода;
- удаление инородных объектов, помещенных в задний проход.